# قندرون شوكي
قندرون شوكي (الاسم العلمي:Chondrilla spinosa) هو نوع من النباتات يتبع جنس القندرون من الفصيلة النجمية.